# Tantillita lintoni
Tantillita lintoni — вид змій родини полозових (Colubridae). Мешкає в Мексиці і Центральній Америці.

## Підвиди
Виділяють два підвиди:
- Tantillita lintoni rozellae Pérez-Higareda, 1985;
- Tantillita lintoni lintoni (Smith, 1940).

## Поширення і екологія
Tantillita lintoni мешкають в Мексиці, Гватемалі, Гондурасі і Нікарагуа. Вони живуть у вологих рівнинних тропічних лісах та на плантаціях.